# Homo Deus. Breve storia del futuro
Homo Deus. Breve storia del futuro (ebraico: ההיסטוריה של המחר ) è un saggio dello scrittore e storico israeliano Yuval Noah Harari della Università Ebraica di Gerusalemme. Il libro è stato pubblicato nel 2015 dalla Dvir Publishing e tradotto in italiano da Bompiani. È il capitolo centrale di una trilogia del tempo riguardante l'uomo nel suo passato (Sapiens. Da animali a dèi. Breve storia dell'umanità), nel suo futuro ed infine nel suo presente (21 lezioni per il XXI secolo).

## Sinossi
Come nel libro precedente, Sapiens. Da animali a dèi. Breve storia dell'umanità, Harari analizza il corso della storia descrivendo gli eventi e le singole esperienze umane, insieme a questioni etiche derivanti dalla storia. Nel libro, vengono esaminati molti aspetti filosofici, quali l'esperienza umana, l'individualismo, le emozioni umane e la coscienza. Allo stesso modo, il libro presenta le attuali capacità e le conquiste dell'umanità. Nel corso del XXI secolo, l'umanità tenterà di impiegare le sue conoscenze in modo significativo allo scopo di guadagnare la felicità, l'immortalità e poteri simili a quelli di Dio. In tutto il libro, Harari specula apertamente in vari modi su come questa ambizione possa essere realizzata nel futuro sulla base delle esperienze passate e del presente.

## Temi centrali
- Analisi della relazione tra umani e altri animali, esplorando ciò che ha portato al predominio degli umani.
- Dalla rivoluzione del linguaggio orale di circa 70.000 anni fa, gli esseri umani vivono all'interno di "ordini immaginari" come Paesi, frontiere, religione, denaro, tutti creati dall'uomo al fine di attivare una cooperazione su larga scala tra differenti singoli esseri umani.
- L'immensa capacità del genere umano di dare un senso alle proprie azioni e pensieri è ciò che gli ha consentito di ottenere i suoi molti successi.
- L'umanesimo, venerazione dell'umanità, il quale pone l'uomo ed i suoi desideri al primo posto nel mondo, imponendolo come essere dominante. Gli umanisti credono che l'etica e i valori siano derivati internamente all'interno di ogni individuo, piuttosto che da una fonte esterna. Durante il XXI secolo, Harari crede che l'umanesimo possa spingere gli uomini a cercare l'immortalità, la felicità e il potere.
- La minaccia della tecnologia sull'umanità e l'umanesimo e la continua capacità dell'uomo di dare un senso alla propria vita alle attuali condizioni e la profezia della prossima sostituzione dell'umanità con un super-uomo o un Homo Deus (Dio-uomo) dotato di capacità soprannaturali, quali ad esempio la vita eterna.[2]

## Edizioni
- Yuval Noah Harari, Homo Deus. Breve storia del futuro, Bompiani, collana Saggistica Straniera, 2017, ISBN 978-8845292798.